# Oingo Boingo
Gli Oingo Boingo sono stati un gruppo musicale statunitense di musica new wave, formato nel 1972 con il nome The Mystic Knights of the Oingo Boingo da Richard Elfman.
Sono conosciuti per le loro influenze su altri artisti, per i contributi alle colonne sonore e per la grande energia dei loro concerti di Halloween che per i loro successi in classifica. Dal 1976 il gruppo è capeggiato dal cantautore Danny Elfman, che successivamente ha ottenuto un grande successo come compositore per film e programmi televisivi.
L'impostazione musicale del gruppo è cambiata due volte. Nel 1980 sono passati da una musica e da una formazione semi-teatrale e da commedia a un ottetto di musica new wave e ska, accorciando anche il loro nome in Oingo Boingo. Nel 1994 la band ha modificato ancora le sue linee di base, adottando un sound più alternativo e rock e ribattezzandosi Boingo.
Il gruppo si è ritirato dalle scene nel 1995, dopo essere tornato al vecchio nome di Oingo Boingo.

## Storia

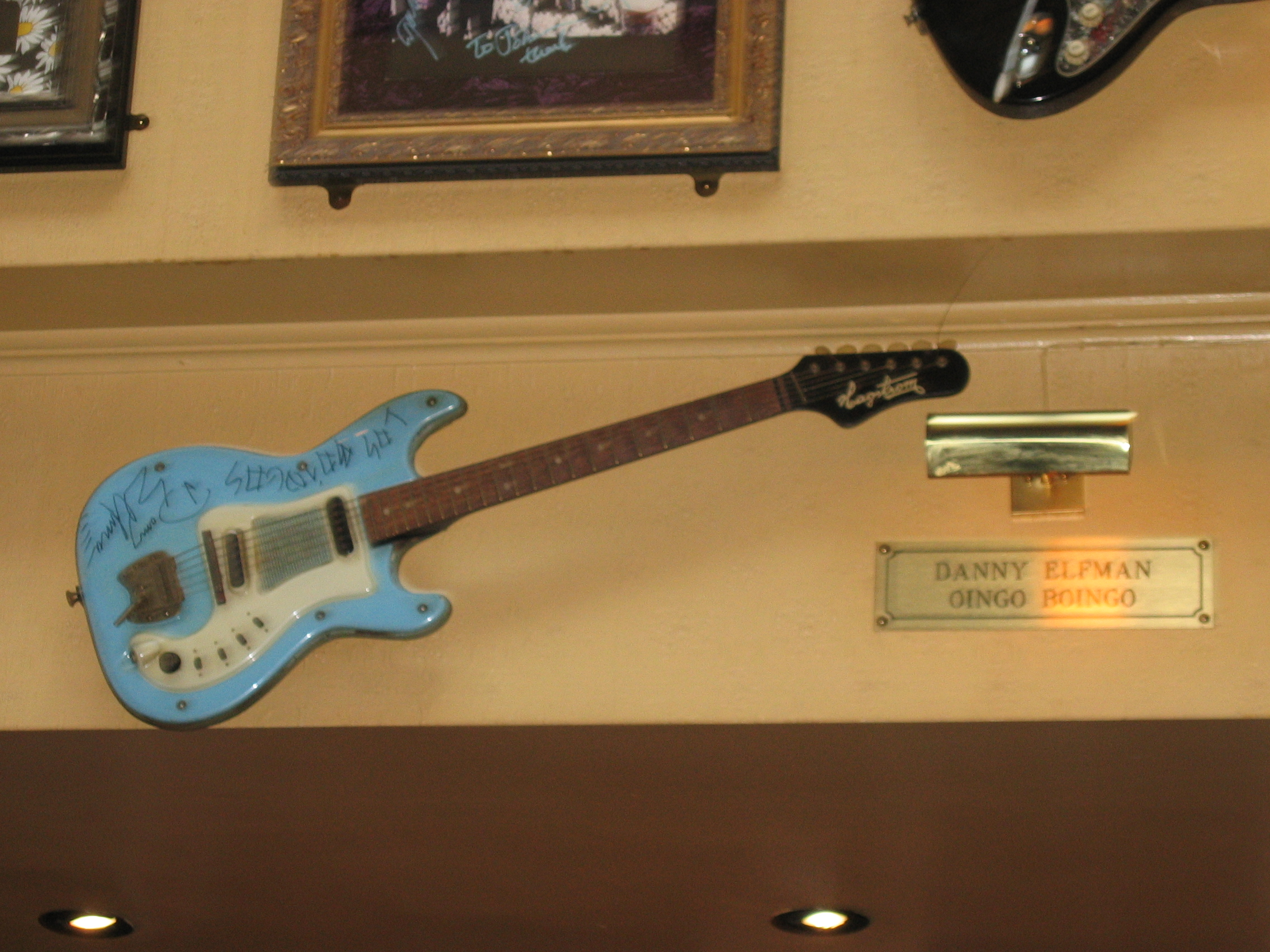
La chitarra autografata di Danny Elfman

### Gli anni dei The Mystic Knights (1972–1980)
The Mystic Knights of the Oingo Boingo, formati negli ultimi mesi del 1972 da Richard Elfman, erano un gruppo musicale e teatrale che riprendeva la tradizione dei Mothers of Invention di Spike Jones e Frank Zappa, esibendosi con un repertorio eclettico, che si estendeva dalle cover di Cab Calloway a pezzi strumentali nello stile del balinese Gamelan e dei balletti russi. Il nome si ispira ad una società segreta immaginaria della serie TV di Amos 'n' Andy chiamata "The Mystic Knights of the Sea". La maggior parte dei membri si esibivano truccati da pagliacci; una loro esibizione poteva contenere musica che spaziava dagli anni 80 agli anni 50, insieme a del materiale originale. Questa versione della band impiegava anche quindici musicisti, e comprendeva anche più di trenta strumenti, alcuni dei quali costruiti dagli stessi membri.
Esistono poche registrazioni di questo periodo, sebbene incisero un brano molto originale sul rapimento dell'ereditiera Patty Hearst, "You've Got Your Baby Back".
Quando l'interesse di Richard passò alla produzione cinematografica, passò il testimone della leadership del gruppo al fratello minore Danny Elfman, che era recentemente ritornato dopo un certo periodo di permanenza in Africa suonando il violino e studiando le percussioni. Ottennero un seguito a Los Angeles e comparvero come concorrenti al The Gong Show nel 1976, vincendo la puntata a cui parteciparono con 24 punti su 30 (e senza ricevere il gong).
Quando il gruppo cominciò ad allontanarsi dallo stile cabarettistico verso una struttura più pop/rock, Richard Elfman decide di catturarne l'essenza in un film. Il risultato fu Forbidden Zone del 1980, girato in bianco e nero con un cast per lo più formato da membri della band e da amici. La musica del film e le scene vennero elaborate con lo stesso spirito dei concerti dei Mystic Knights. In una delle scene, Danny, che interpretò Satana, canta una versione di Minnie the Moocher di Cab Calloway, con il testo opportunamente modificato per essere integrato nella trama del film. In un'altra scena, Richard canta un pezzo degli anni venti, The Yiddishe Charleston. Il film è considerato un cult movie, catturando l'essenza dei Mystic Knights e offrendo un trampolino per la carriera cinematografica e musicale di Richard e Danny.

### Gli anni della A&M (1980–1984)
Sono state date diverse motivazioni riguardo alla trasformazione della band da una troupe teatrale e musicale a una rock band, tra cui un abbattimento dei costi e una maggiore mobilità, la possibilità di esplorare nuove direzioni musicali (come ad esempio l'interesse di Danny per la musica Ska e New Wave), e il desiderio di suonare musica che non avesse bisogno di teatranti per essere rappresentata. C'era un po' di confusione circa il nome sotto il quale avrebbe dovuto svilupparsi questa nuova sperimentazione. Nel 1978, animando il breve soggetto "Face Like A Frog", di Sally Kruikshank, la band è accreditata semplicemente come The Mystic Knights.  La canzone era "Don't Go In The Basement". Il nome fu infine e definitivamente ridotto in Oingo Boingo per la compilation "Los Angeles Rock And New Wave Band" della Rhino Records,  L.A. In, che comprendeva la loro canzone "I'm Afraid."
Da adesso, Richard non sarà più un membro del gruppo, e la band si fuse in un ottetto: Danny Elfman come cantante; Steve Bartek alle chitarre; Richard Gibbs alle tastiere; Kerry Hatch al basso; Johnny "Vatos" Hernandez alla batteria; e Leon Schniederman, Sam "Sluggo" Phipps, and Dale Turner alle trombe.
Il primo successo per il gruppo arriva nel 1980 con il brano "Only a Lad" dal loro EP omonimo. La canzone veniva trasmessa frequentemente a Los Angeles sulla stazione radio KROQ integrando così l'allora poco nota musica New Wave nella programmazione della stazione radiofonica. Nonostante il brano veniva classificato di genere New Wave e venivano paragonati ai Devo, gli Oingo Boingo sfidarono ogni facile schematizzazione. Il loro impiego di percussioni esotiche, una sezione di 3 fiati, scale ed armonie poco convenzionali, insieme all'uso di metafore surreali davano una combinazione mai vista prima. Sulla scia del successo locale di "Only a Lad," il gruppo incise il suo primo vero album anch'esso intitolato Only a Lad (che comprendeva anche una nuova versione del brano), nel 1981. Gli Oingo Boingo inoltre comparvero nel film Longshot nel 1981, nel quale suonarono il loro ancora inedito pezzo "I've Got To Be Entertained".
Seguì un grande successo, specialmente nel sud della California. La band, per la A&M Records, incise degli album nel 1982 (Nothing To Fear) e nel 1983 (Good For Your Soul) e continuava ad essere paragonata ai Devo e successivamente ai Wall of Voodoo.
Una controversia con la A&M portò Danny Elfman ad incidere un album "solista" nel 1984 per la MCA—infatti, questo lavoro è stato realizzato dalla band sotto il nome di Elfman semplicemente per evitare una clausola del contratto degli Oingo Boingo stipulato con la A&M.  Successivamente, alla band fu permesso di incidere per la MCA con il loro stesso nome.

### Gli anni della MCA (1985–1990)

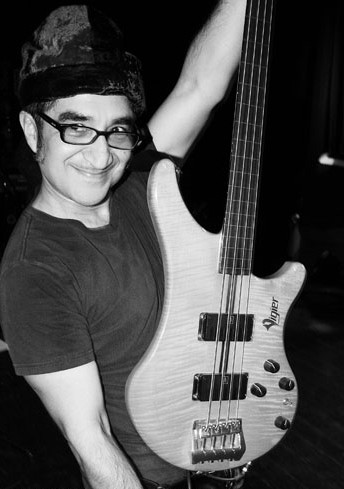
John Avila

Con il trasferimento alla MCA, il gruppo fece due cambiamenti nel personale: Mike Bacich subentrò alle tastiere a causa dell'allontanamento dal gruppo di Richard Gibbs, e John Avila rimpiazzò Kerry Hatch al basso.
Il primo album del gruppo per la MCA  (Dead Man's Party del 1985) conteneva i primi veri singoli di successo degli Oingo Boingo, tra i quali "Weird Science" e "Just Another Day". Comunque, la band riuscì ad ottenere visibilità non attraverso le emittenti radio o MTV, bensì grazie ai film, che diedero visibilità al gruppo e attirarono l'attenzione del pubblico.
Da allora, gli Oingo Boingo saranno meglio conosciuti per le loro collaborazioni alle colonne sonore dei film della prima metà degli anni 80, tra cui Fast Times at Ridgemont High, con il brano "Goodbye, Goodbye". Il loro pezzo più famoso,"Weird Science", è stata scritta per il film omonimo di John Hughes, e successivamente incluso nell'album Dead Man's Party. Il brano è stato uno dei meno apprezzati dalla band. Il pezzo fu pubblicato in gran fretta per il film prima di essere ultimato.
Successivamente, la band fece un'apparizione suonando il loro successo "Dead Man's Party" sul palco nel film A scuola con papà.  Altre tre canzoni dall'album Dead Man's Party furono inserite nella colonna sonora: il brano "No One Lives Forever" fu inserito nel film The Texas Chainsaw Massacre Part 2di Tobe Hooper The Texas Chainsaw Massacre Part 2, "Stay" diventò il tema musicale per la telenovela Brasiliana Top Model, e "Just Another Day" fu scelta per i titoli di testa del film Due vite in una. 
L'album del 1987 degli Oingo Boingo BOI-NGO non ebbe un grande successo nelle classifiche. Dopo questo album, Bacich fu sostituito dal nuovo tastierista Carl Graves.
La pubblicazione Boingo Alive del 1988 venne registrata live dai concerti, senza l'ausilio dello studio di registrazione, e conteneva una selezione di canzoni dei loro ultimi album, con in più due inediti. La traccia del Boingo Alive, "Winning Side", ottenne il quattordicesimo posto nella classifica delle emittenti radio statunitensi di Rock Moderno.
Cominciando la sua carriera con Pee-wee's Big Adventure del 1985, il cantante e compositore degli Oingo Boingo, Danny Elfman, continuò ad incidere colonne sonore per un numero sempre maggiore di film. E con l'uscita dell'album,  On 1990's Dark at the End of the Tunnel la crescita della carriera di Elfman nel campo della composizione di colonne sonore orchestrali giocava un ruolo importante nella sua formazione musicale di compositore.

### Gli ultimi anni (1991–1995)
Il gruppo, dopo aver abbandonato la MCA, accorciò ufficialmente il nome in Boingo e cambiò per certi versi il suo stile musicale.  Graves lasciò la band (dopo l'incisione di "Lost Like This"), e vennero aggiunti Warren Fitzgerald alla chitarra, Marc Mann alle tastiere, e Doug Lacy alla fisarmonica.
L'unico album omonimo dei Boingo fu pubblicato per la Giant Records nel 1994.  Nonostante la band fosse ufficialmente composta da dieci musicisti, solo cinque membri (Elfman, Bartek, Avila, Hernadez and Fitzgerald) comparivano nel libretto della copertina del disco, anche se il sound dell'intero album era fortemente contaminato dalle tastiere e le trombe dei membri esclusi, presentando anche un'orchestra diretta da Bartek e l'uso notevole del violoncello di Fred Seykora. L'album Boingo trova il suo continuo anche nelle atmosfere più cupe di Dark at the End of the Tunnel, sebbene quest'ultimo contenga un pezzo di modern rock, "Hey!"
Riadottando il nome Oingo Boingo, la band si sciolse amichevolmente dopo il loro concerto annuale di Halloween nel 1995.  Il concerto finale è disponibile su supporti audio e video.
(Danny Elfman)

### Periodo postumo
Dallo scioglimento della band, il frontman Danny Elfman continuò ad ottenere successi nella sua carriera di compositore di colonne sonore, in particolare nelle collaborazioni con il regista Tim Burton; egli fu quasi esclusivamente affiancato dal chitarrista dei Boingo Steve Bartek come orchestratore.  Le colonne sonore da lui realizzate comprendono quelle di Pee Wee's Big Adventure, Batman, Edward mani di forbice, Will Hunting - Genio ribelle, Men in Black, Spider-Man di Sam Raimi, Big Fish - Le storie di una vita incredibile, Nightmare Before Christmas, e molte altre.  Elfman inoltre scrisse i temi musicali per numerose serie TV, tra cui  I Simpson, Batman, Desperate Housewives, Racconti dalla tomba, Troppo forte, Dilbert e Flash.
Vatos organizzò una serie di concerti insieme a Sluggo, Bartek, e Avila lungo tutta la California. Questi concerti riproponevano sul palco i pezzi più famosi degli Oingo Boingo. Questi eventi hanno fatto pensare a un ritorno sulle scene.
Nei primi mesi del 2007, Danny Elfman negò un possibile ritorno.  A causa di un problema all'udito il frontman del gruppo non avrebbe potuto suonare dal vivo, poiché ciò avrebbe aggravato la sua situazione. Nella stessa intervista dichiarò che anche altri membri del gruppo avevano lo stesso problema.

## Ulteriori progetti
John Avila e Johnny "Vatos" Hernandez fecero parte del trio Food For Feet. Inoltre erano membri della sezione ritmica dei Tito & Tarantula, una band di Los Angeles band il quale leader era Tito Larriva dei The Plugz e dei Cruzados.  Avila ed Hernandez misero su una project band insieme a Larriva e al chitarrista Stevie Hufstetter chiamata Psychotic Aztecs. Gli Aztecs incisero solo un album sotto l'etichetta Santa Sangre.
Dopo lo scioglimento, il bassista John Avila, il chitarrista Steve Bartek, il batterista Johnny "Vatos" Hernandez, e il sassofonista Sam Phipps (insieme a Doug Lacy e altri musicisti) formarono una band chiamata Doug & The Mystics.  Incisero un album, New Hat, il quale contiene una cover del brano degli Oingo Boingo "Try to Believe", pezzi inediti, e diverse cover di Frank Zappa e altri artisti.
Durante il periodo di Halloween, nel 2005, Johnny "Vatos" Hernandez mise insieme un tributo alla band (e alla stessa festività celtica), con i primi membri degli Oingo Boingo Steve Bartek, John Avila, e Sam "Sluggo" Phipps, i quali presero parte al Grove of Anaheim.  A sostituire Elfman fu un certo Bt4, un ragazzo che molti fans hanno definito "il sottoprodotto di Danny" .  Durante la festività di Halloween del 2006, ci furono contemporaneamente due Johnny Vatos Tribute in due concerti diversi, uno a Los Angeles e uno nell'Orange County, con Vatos, Bartek, Avila, Phipps, e Legacy, e ancora una volta Bt4 come cantante. Vatos annunciò che aveva intenzione di ospitare ancora un altro concerto seguendo queste linee, nello stesso periodo dell'anno successivo, nel 2007, questa volta nelle House of Blues di Sunset Strip e di Anaheim.
Nel 2005, John Avila, Johnny "Vatos" Hernandez e Steve Bartek fecero parte della lista di artisti che composero la colonna sonora per la miniserie del 2003 ispirata da un classico delle serie TV di fantascienza Battlestar Galactica. Richard Gibbs fece parte del progetto, ma compare nei riconoscimenti sia come compositore che performer. Le sue performance sono presenti nella seconda e terza stagione del telefilm, e con buona probabilità anche nelle seguenti.

## Formazione principale
- Danny Elfman - voce, chitarra, percussioni, trombone, violino
- Leon Schneiderman - sax, percussioni, voce
- Steve Bartek - chitarra, voce, percussioni, fisarmonica
- John "Vatos" Hernandez - batteria, percussioni
- John Avila - basso, sintetizzatori, percussioni, fisarmonica, voce
- Sam "Sluggo" Phipps - sax, clarinetto, flauto, percussioni, voce
- Dale Turner - tromba, trombone, percussioni, chitarra, voce
- Bruce Fowler - trombone
- Warren Fitzgerald - chitarra (1994 - 1995)
- Doug Lacy - fisarmonica, percussioni (1994 - 1995)
- Marc Mann - tastiere (1994 - 1995)

### Altri componenti
- Kerry Hatch - basso, sintetizzatori, percussioni, voce (1979 - 1984)
- Richard Gibbs - tastiere, sintetizzatori, trombone, percussioni, voce (1980 - 1983)
- David Eagle - batteria (1980 - 1981)
- Paul Fox - sintetizzatori (1984)
- Michael Bacich - tastiere, voce (1984 - 1987)
- Carl Graves - tastiere, sintetizzatori, voce (1988 - 1994)

## Discografia parziale

### Album in studio
- 1981 - Only a Lad
- 1982 - Nothing to Fear
- 1983 - Good for Your Soul
- 1984 - So-Lo
- 1985 - Dead Man's Party
- 1987 - Boi-ngo
- 1990 - Dark at the End of the Tunnel
- 1994 - Boingo

### Album dal vivo
- 1996 - Farewell

### Raccolte
- 1988 - Boingo Alive
- 1989 - The Best of Oingo Boingo: Skeletons in the Closet
- 1990 - Stay
- 1991 - Best O' Boingo
- 1999 - Anthology
- 2002 - The Best of Oingo Boingo: 20th Century Masters The Millennium Collection

### EP
- 1980 - Oingo Boingo